# Calypsobyen
Calypsobyen er en nedlagt mineby på Calypsostranda, beliggende nordvest for Recherchefjorden i Bellsund på Svalbard, Norge. Calypsobyen blev bygget i perioden 1918-19 og var ejet af Northern Exploration Company (NEC) og var selskabets hovedsæde. I dag er stedet en del af Sør-Spitsbergen nationalpark og området er ejet af den norske stat.
Byen blev allerede lukket i 1920 på grund af de lave forekomster af kul i minerne i området, og det meget barske vejr gjorde arbejdet med lasting af skibe vanskeligt.
Området er blev opkaldt efter det britiske krigsskib HMS Calypso. Skibet var i 1895 på en træningstur samtidig med mandskabet foretog opmålinger i området.
Polske forskere fra Maria Curie-Skłodowska Universitetet i Lublin har siden 1986 lejet bygningerne hver sommer.